# Journalistenschule St. Gallen
Die Journalistenschule St. Gallen (jsg) war bis 1989 die einzige verlagsunabhängige Journalistenschule mit dreijähriger Vollzeitausbildung auf Hochschulniveau (Master) in der Schweiz.
Die JSG wurde 1984 von Fritz Tuchschmid (Rektor), Peter Wirth und Witold Netter gegründet. An ihr unterrichteten Praktiker wie Jürg Tobler und Peter Schellenberg sowie Wissenschaftler wie Harry Pross, Thomas S. Eberle und Ludwig Hasler.
Die Ausbildung an der JSG gliederte sich in diesen Jahren in ein einjähriges Studium generale (Germanistik, Philosophie, Logik, Linguistik, Soziologie, Zeitgeschichte und Publizistik) und in ein zweijähriges Aufbaustudium (publizistikwissenschaftliche Seminare, Vorlesungen in Politische Ökonomie, Politikwissenschaft, und handwerkliche Fächer zu Print-, Radio- und Fernsehjournalismus, Praktika im Photolabor, im Tonstudio und im Zeitungslayout).
Im Jahr 1989 ging die Ausbildungsstätte  an das St. Galler Tagblatt (also an die Zollikofer AG) und wurde zunächst von Jürg Tobler, dann von Ludwig Hasler geleitet. Die Schule gab sich einen Beirat, der vom Rektor der Universität St. Gallen, Rolf Dubs geleitet wurde. Nach der Übernahme wechselte die JSG ihren Namen in „St. Galler Schule für Journalismus“. Die neue Trägerschaft verkürzte die Ausbildung auf zwei Jahre. Die Journalistenschule St. Gallen stellte den Lehrbetrieb 1995 ein.
Seit 1999 gibt es in St. Gallen wieder eine Journalistenschule: Unter dem Namen „Medienschule St. Gallen“ bot die Klubschule Migros einen berufsbegleitenden „Lehrgang in Journalismus und Medienarbeit“ an, im Herbst 2010 wurde diese von Privaten übernommen.